# Histona deacetilasa 1
La histona deacetilasa 1 (HDAC1) es una enzima codificada en humanos por el gen HDAC1.

## Función
Las histonas juegan un papel crucial en la regulación de la transcripción, en la progresión del ciclo celular y en procesos de desarrollo. La acetilación/desacetilación de histonas altera la estructura del cromosoma, variando así la accesibilidad de los factores de transcripción al ADN. La proteína HDAC1 pertenece a la familia de histona deacetilasas acuc/alfa y es uno de los componentes del complejo histona deacetilasa. Esta proteína interacciona con la proteína del retinoblastoma formando un complejo que es un elemento clave en el control de la proliferación celular y la diferenciación celular. Junto con la proteína 2 asociada a metástasis, deacetila a p53 y modula su acción sobre la proliferación celular y la apoptosis.

## Interacciones
La histona deacetilasa 1 ha demostrado ser capaz de interaccionar con:
| - RAD9A - DNMT3L - MTA1 - FKBP3 - CDC20 - CDH1 - HCFC1 - BUB3 - NCOR2 - IKZF1 - Prohibitina - EVI1 - DDX5 - DNMT3A - SMAD2 - HDAC2 - MIER1 - SIN3A - Proteína 6 asociada a muerte - Receptor androgénico - HMG20B | - HUS1 - IFRD1 - MLL - ING1 - MyoD - GATA1 - SPEN - MAD1L1 - Proteína de la leucemia promielocítica - CHD3 - Homeoproteína TGIF1 - Proteína del retinoblastoma-like 2 - Proteína del retinoblastoma-like 1 - CHD4 - RCOR1 - RBBP7 - RFC1 - Proteína del retinoblastoma - RBBP4 - EED - PHF21A - SIN3B - RELA | - NFKB1 - BUB1B - Mdm2 - SATB1 - HSPA4 - SUV39H1 - BUB1 - MBD2 - ZBTB16 - DDX17 - BCL6 - SUDS3 - SAP30 - Sp1 - MTA2 - PCNA - CBFA2T3 - TOP2B - MBD3 - CTBP1 - TOP2A - EZH2 - COUP-TFII |